# 查拉圖斯特拉如是說 (史特勞斯)
《查拉圖斯特拉如是說》，作品30（德語：Also sprach Zarathustra）為理查·史特勞斯於1896年創作的一部交響詩，其靈感來自於弗里德里希·尼采的同名哲學小說。1896年11月27日，該曲於法蘭克福首演；通常的演奏時間為约半個小時。
該作品在1896年首演之後，成為古典音樂中的經典曲目。其開頭的開場小號——史特勞斯的註解中題名為日出——在1968年採用於電影《2001太空漫遊》後，成為家喻戶曉的名曲。

## 編制
該交響曲的編制如下：
- 木管樂器：1名短笛、3名長笛（第3位兼任短笛）、3名雙簧管、1名英國管、1名高音單簧管、2名降B大調單簧管、1名降B大調低音單簧管、3名低音管、1名低音巴松管。
- 銅管樂器：6名F與E調法國號、4名C與E調小號、3名長號、2名低音號。
- 打擊樂器：1名定音鼓、1名低音鼓、1名鈸、1名三角鐵、1名鐘琴、1名降E調管鐘。
- 鍵盤樂器：1名管風琴。
- 弦樂器：2名豎琴、第一、二部小提琴（每部16名）、12名中提琴、12名大提琴、8名低音提琴（加裝低音C弦）。

## 結構
本交響詩一共分成9個段落，但只有3個明確的暫停。史特勞斯在樂譜中將這幾個段落命名如下：
1. （日出）
2. （背後世界論者）
3. （莫大的渴望）
4. （歡樂與激情）
5. （墳墓之歌）
6. （科學與學習）
7. （康復）
8. （舞曲）
9. （流浪者夜晚之歌）